# Gammellunder See
Der Gammellunder See (dän. Gammellund Sø) ist ein 24 ha großer nährstoffreicher Binnensee im nördlichen Schleswig-Holstein. Der See liegt wenige km nordwestlich der Stadt Schleswig nahe der namensgebenden Ortschaft Gammellund im Sandergebiet der Schleswigschen Geest in Südschleswig. Der See hat eine maximale Tiefe von 3,2 m und hat Zufluss durch die Rubek sowie Abfluss durch die Jübek. Er trennt die drei Gemeinden Jübek, Lürschau und Bollingstedt. In der dänischen Zeit bis 1864 lag der See im Kirchspiel Michaelis in der Arensharde (Gottorf Amt). Im See wachsen ausgedehnte 20–80 m breite Unterwasserwiesen mit zum Teil gefährdeten Laichkrautarten, dem Ährigen Tausendblatt und der Kanadischen Wasserpest. Die Ufervegetation wird durch Schilf- und Binsenröhrichte gebildet. Im angrenzenden flach ansteigenden Gelände finden sich Reste von Bruchwäldern. 2014 wurde der See und angrenzende Flächen als FFH-Gebiet Gammellunder See als NATURA-2000-Schutzgebiet ausgewiesen.